# Ян Сененський (кам'янецький каштелян)
Ян Сененський з Сєнна та Гологорів (іноді Ян Гологурський,, Ян з Сєннапол. Jan Sienieński; пом. по 1526) — польський шляхтич, державний діяч Королівства Ягеллонів, магнат.

## Життєпис
Син сандомирського підкоморія Анджея Сененського та його дружини Катажини з Гологорів, старший брат Вікторина.
Мав великий маєток. До дідичних Гологорів додав села у Львівській землі: Підсонів — купив 1489 року за 400 гривень, Борщів — за 200 гривень, 1490 року королівщину Під'ярків, заставлену за 80 гривень. Скуповував маєтки в Русі пізніше, збільшував державленням, позичками під заставу. 1492 року постав перед судом під загрозою відібрання маєтків Кальче, Бібщани, які належали дружині теребовлянського старости Зигмунта з Поморян (Кердея); за вироком суду, Бібщани залишились у Яна Сененського. Суперечка закінчилась після його смерті (в середині XVI ст.).
Нападав на маєтки сусідів. Разом з братом Вікторином викрав доньку померлого стриєчного брата Пйотра Ядвигу (дружину подільського воєводи Мартина Каменецького) для отримання контролю над частиною спадку, яка їй належала. 1497 року разом з сандомирським чесником Миколаєм з Бжезя (Лянцкоронським) отримав королівський запис 2000 флоринів угорських на місті Дрогобич. Мав торгові зв'язки з міщанами Львова, торгував волами. Маєтками родовими, взятими за грошові позики королівщинами розпоряджався спільно з братом Вікторином. 1494 року набув половину замку та міста Поморян з передмістями, 11 сіл (переважно порожніми) за село Стенку і 2000 угорських флоринів. 1504 року вони випросили у короля підтвердження магдебурзького права Поморян після татарського наїзду, надання 2-х ярмарків та торгів. Невдовзі поділили маєтки: Ян Сененський отримав маєтки Гологори, Поморяни в Львівській землі, також в Галицькій, на Поділлі.
В політичному житті участі не брав. 1518 року став каштеляном кам'янецьким, через 1 рік подав у відставку через вік. Помер після 1526 року.

### Сім'я
Був одружений з Анною — донькою Давида Бучацького (шлюб перед 1503 роком, дружина внесла багате віно готівкою, маєтками на Поділлі). Діти:
- Ян (спочатку Гологурський, потім Сененський) — майбутній львівський латинський архієпископ
- Давид — загинув молодим у битві під Обертином 1531 року.

## Зауваги
1. ↑  такий варіант зустрічається в Адама Бонецького → https://polona.pl/item/10355914/222/